# Diszulfirám
A diszulfirám alkoholelvonáshoz használt gyógyszer. Beszedése után az alkoholfogyasztás kellemetlen mellékhatásokkal jár. 5–10 perc múlva bőrpír, lüktető fejfájás, vérnyomáscsökkenés, légzési nehézségek, verejtékezés jelentkezik, 30–60 perc múltán hányinger, hányás. A tünetek az alkohol lebontásáig fennmaradnak.
Hasonló okból használják kokainelvonásra: a diszulfirám szedése után fogyasztott kokain eufóriaérzés helyett szorongást okoz.
A diszulfirám réz és cink kelátképző. Mint fémkelát kutatják alkalmazhatóságát a rák gyógyításában. 

## Hatásmechanizmus alkoholelvonáskor
A diszulfirám alkoholérzékenységet és ezzel számos kellemetlen tünetet okoz még kis mennyiségű alkohol fogyasztásakor is. 
Az alkohol első lépésben acetaldehiddé alakul az alkohol-dehidrogenáz enzim hatására. Az acetaldehid normál körülmények között gyorsan tovább bomlik ecetsavra, a diszulfirám azonban gátolja az acetaldehid lebontását végző acetaldehid dehidrogenáz(en) enzimet. Emiatt a vérben 5–10-szeresre nő az acetaldehid mennyisége ahhoz képest, amennyit ugyanannyi alkohol diszulfirám nélkül okozott volna.  Ez okozza a kellemetlen tüneteket, melyeket acetaldehid-szindrómának hívnak, és mértéke függ mind az alkohol, mind a diszulfirám mennyiségétől.
A diszulfirám nem lassítja le az alkohol kiürülését a szervezetből, és hosszabb idejű szedés után sem kell hozzászokástól tartani.
A diszulfirám-kezelést pár napnyi absztinencia után szabad csak elkezdeni. A diszulfirám egy része elraktározódik a zsírszövetekben, ezért a szedés befejezése után még 3–7 napig befolyásolja az alkohol lebontását.

## Hatásmechanizmus kokainelvonáskor
A kokain gátolja a dopamin-visszavételt a DAT1 dopamin-transzporter(en) gátlásával. Az ezáltal megemelkedő dopaminszint okozza az eufóriaérzést.
A diszulfirám gátolja a dopamin béta-hidroxiláz(en) enzimet, mely a dopamint bontja el noradrenalinná. Emiatt tovább emelkedik a dopaminszint az idegvégződésekben. Ha a diszulfirám után még kokaint is bevesznek, a szinapszisokban extrém magasra emelkedett dopaminszint már nem eufóriát, hanem szorongásérzést kelt, mely elveszi a beteg kedvét a diszulfirám utáni kokainfogyasztástól.

## Kiválasztás
A diszulfirám lassan szívódik fel. Ennek feltehetően az az oka, hogy vízben rosszul, viszont zsírban jól oldódik, ezért először a zsírszövetekben raktározódik el.  Ugyanezen okból lassú az ürülés is: egy hét után az eredeti adag kb. 20%-a még a szervezetben van.Tekintettel arra hogy a blokkolt fehérjék kovalens kötéssel kapcsolódnak a gyógyszerhez, a szervezet normál működése a fehérjék újratermelődésével válik normálissá amely maximum 8 hét. 
Aktív metabolitja a dietilditiokarbonsav metil észtere. Bomlástermékei szervetlen szulfátok vagy szulfát-észterek, melyek legnagyobbrészt a vizelettel, kisebb részben a széklettel, néhány metabolit pedig a kilélegzett szén-diszulfiddal ürül. További bomlástermék a dietil-amin.

## Adagolás
Alkoholelvonásra az első napi adag 800 mg, melyet naponta 200 mg-mal kell csökkenteni, majd a legkisebb hatásos adagot beállítani, mely a legtöbb esetben napi 100–200 mg közötti.
A diszulfirám szedése alatt semmiféle alkoholtartalmú italt, ételt vagy gyógyszert nem szabad fogyasztani, még alkoholtartalmú kozmetikumokat sem szabad használni (pl. arcszesz).
A szedés alatt ellenjavallt gyógyszerek: izoniazid, metronidazol, triciklusos antidepresszánsok, vérnyomáscsökkentő készítmények (fenotiazin-származékok, értágítók, alfa-, béta-receptor blokkolók). A diszulfirám más gyógyszerekkel is kölcsönhatásba lép.
A diszulfirám ellenjavallt pszichózis és dekompenzált szívelégtelenség, valamint terhesség esetén.

## Veszélyek
|           | Férfi | Nő | Gyer- mek | Kutya | Egér | Nyúl | Patkány |
| --------- | ----- | -- | --------- | ----- | ---- | ---- | ------- |
| Szájon át | 150   | 90 | 150       | 3500  | 1980 | 1800 | 500     |
| Bőr alá   |       |    |           |       | 2600 |      | >4      |
| Hasüregbe |       |    |           |       | 75   |      | 248     |

## Készítmények
A nemzetközi gyógyszerkereskedelemben nagyon sok diszulfirám-tartalmú készítmény van forgalomban.
Magyarországon:
- ANTABUS pezsgőtabletta
- ANTAETHYL 500 mg tabletta